# Neaetha membrosa
Neaetha membrosa là một loài nhện trong họ Salticidae.
Loài này thuộc chi Neaetha. Neaetha membrosa được Eugène Simon miêu tả năm 1868.